# Блаудрук
Блаудрук (нем. Blaudruck) — процесс сине-красного окрашивания в чане с использованием индиго, применяемый к натуральным материалам: таким как льняные, хлопчатобумажные или шелковые ткани. Аналогичный термин использовался в XVIII веке и для обозначения сине-белого фарфора. Немецкая комиссия по делам ЮНЕСКО в декабре 2016 года включила процесс в каталог Общенационального нематериального культурного наследия.
В зависимости от региона, века, целей использования — а также и традиций — цвета и узоры заметно варьируются. Декоративные оргаменты блаудрук являются одними из самых старых в мире. Цветочные узоры весьма широко распространены; христианские мотивы и темы, связанные с охотой, также часто используются для создания узоров на ткани.
Блаудрук используется не только для скатертей, наволочек, штор и декоративные изделий, но и для одежды — он является частью традиционного национального костюма в ряде регионов. Куртки, юбки и фартуки являются наиболее частыми элементами одежды, окрашенными в синий цвет с применением блаудрука. Особенно «богатым» считается фартук, лицевая и оборотная стороны которого содержат различный узор.

## История
Текстильные материалы впервые в истории окрашивались пигментами: они оставались на поверхности волокон, не проникая в их глубину. Ещё во времена Плиния Старшего подобными процессами окрашивания текстиля (Reservetechnik) владели египетские копты, ремесленники Индии и жители острова Ява. Так как общедоступных описаний их технологий не осталось, процедуры окрашивания из древности не были использованы в Европе: только в 1894 году, по случаю находок ряда образцов тканей, епископ Caesarius von Arles «вспомнил» тексты Плиния.
В XVII и XVIII веках краситель индиго стал доступен европейским мастерам: он мог быть использованы для холодного окрашивания. Самый старый из известных «рецептов» был напечатан в голландском журнале в 1727 году. Уже в 1734 году была основана в гильдия мастеров, занятых «блаудруком»; другие цеха не появились до начала XIX века. Сначала ремесленники работали только с льняными тканями, но с XVIII века в оборот вошли и хлопчатобумажные ткани: особенно постельное бельё, шторы и женская одежда.
Блаудрук был распространён прежде всего среди бедного сельского населения, в то время как состоятельные граждане могли себе позволить дорогие ткани со сложной вышивкой. Аналогичный процесс, с использованием других пигментов, давал возможность получать также и желтый или красноватый рисунок.
Индустриализация означала конец для большинства мастерских, занятых блаудруком. Сегодня существуют лишь несколько ремесленных мастерских, владеющих старыми методами окрашивания: старейшая из действующих находится в Айнбеке. Во всей Баварии есть только один мастер по окрашиванию — в Румансфельдене, — чья мастерская существует с 1640 года. В Австрии существуют две «традиционные компании» — в Бад-Леонфельдене в Верхней Австрии и в Бургенланде.

## Технология
Ткань для блаудрука сначала сушат и гладят с использованием гладильного катка. Точные рецепты находятся в строжайшей тайне и сегодня, поскольку в некоторых случаях они передавались от мастера к мастеру на протяжении многих столетий. Известно, что после окрашивания, пигмент удаляются с помощью разбавленной серной кислоты.
Процесс блаудрука должен быть проведён очень тщательно, поскольку любые ошибки (в рисунке, например) позже не могут быть исправлены. Узор на ткань наносится с использованием трафаретов. Сам процесс по-прежнему проводится вручную с использованием специальных «пресс-форм», которые производятся специализированными мастерами.
После этого ткани погружают в специальный чан, глубиной более чем 2 метра. Чем дольше он находится в контакте с красителем, тем темнее и ярче получается цвет изделия. После крашения ткань промывает, варит, сушит и гладят с использованием нагретых валиков.

## Использование
В зависимости от региона (места), века, целей использования — а также и традиций — цвета и узоры заметно варьируются. Декоративные узоры блаудрук являются одними из самых старых в мире из известных на сегодняшний день. Цветочные узоры весьма широко распространены; христианские мотивы и темы, связанные с охотой, также часто используются для создания орнаментов на ткани.
Блаудрук используется не только для скатертей, наволочек, штор и декоративные изделий, но и для одежды — он является частью традиционного национального костюма в ряде регионов. Куртки, юбки и фартуки являются наиболее частыми элементами одежды, окрашенными в синий цвет с применением блаудрука. Особенно «богатым» считается фартук, лицевая и оборотная стороны которого содержат различный узор.
Аналогичный термин использовался в XVIII веке и для обозначения сине-белого фарфора.

## Наследие
Немецкая комиссия по делам ЮНЕСКО в декабре 2016 года включила процесс «Блаудрук» в каталог Общенационального нематериального культурного наследия.